# 33511 Austinwang
33511 Austinwang è un asteroide della fascia principale. Scoperto nel 1999, presenta un'orbita caratterizzata da un semiasse maggiore pari a 2,3920400 UA e da un'eccentricità di 0,0668701, inclinata di 7,21995° rispetto all'eclittica.